# Uchū Patrol Luluco
Uchū Patrol Luluco (宇宙パトロールルル子, Uchū Patorōru Ruruko, lit. "Luluco, a Patrulheira Espacial) é uma série de curta de animé criada por Hiroyuki Imaishi e produzida pelo Studio Trigger. Foi exibida no Japão entre 1 de abril e 24 de junho de 2016, como parte do bloco de programação Ultra Super Anime Time.

## Personagens
Luluco (ルル子, Ruruko)
Voz de: Mao Ichimichi
A protagonista do animé. Ela é uma jovem de treze anos, que vive sozinha com o seu pai em Ogikubo. Ela tem um desejo de ter uma vida normal, mesmo em viver num lugar cheio de aliens. Um dia, o seu pai é congelado, acidentalmente, quando tomou um comprimido estranho, e acaba partindo em pedaços. A partir da aí, ela começa a trabalhar no trabalho do seu pai de patrulha especial.
Alpha Omega Nova (ΑΩ ·ノヴァ, Arufa Omega Nova)
Voz de: Junya Enoki
Midori (ミドリ)
Voz de: Mayumi Shintani
Uma estudante da mesma escola de Luluco. Iando no nome de Save the World, ela é a criador e distribuidora de uma App "buraco-negro" quase legal. Quando é apanhada. ela começa a trabalhar na patrulha do espaço, tendo se voluntariado.
Director-geral da Over Justice (オーバージャスティス本部長, Ōbā Jasutisu Honbuchō)
Voz de: Tetsu Inada
Diretor da divisão da patrulha do espaço em Ogikubo.
Keiji (ケイジ, Keiji)
Voz de: Mitsuo Iwata
Secretária (秘書, Hisho)
Lalaco Godspeed (ララ子・ゴッドスピード, Rarako Goddosupīdo)
Voz de: Yōko Honna

## Média

### Animé
Uchū Patrol Luluco foi transmitida no Japão entre 1 de abril e 24 de junho de 2016, tendo treze episódios, e nos países lusófonos foi transmitida simultaneamente pela Crunchyroll. A série foi escrita e realizada por Hiroyuki Imaishi e o desenho das personagens foi feito por Mago e Yusuke Yoshigaki. O tema de abertura é "CRYmax Dohejitsu" (CRYまっくすド平日, Kuraimakkusu Dohejitsu, lit. "CRYmax Ultra, Dias Comuns"), interpretado por Fujirokku e o tema de encerramento é "Pipo Password" (Palavra-passe de Pipo), interpretado por Teddyloid e Bonjour Suzuki. A série mostra algumas aparições de outras animações do estúdio Trigger, incluindo Kill la Kill, Little Witch Academia, Inferno Cop, Kiznaiver e Sex and Violence with Machspeed.
Lista de episódios
| #  | Título                                                                                      | Exibição original   |
| -- | ------------------------------------------------------------------------------------------- | ------------------- |
| 1  | "Eu Sou uma Simples Estudante do Ginásio" "Watashi, Futsū no Chūgakusei (私、普通の中学生)" | 1 de abril de 2016  |
| 2  | "E Chega um Novo Estudante Transferido!" "Tenkōsei ga Kita! (転校生が来た！)"               | 8 de abril de 2016  |
| 3  | "A Sala de Aula se Torna um Campo de Batalha" "Senjō Kyōshitsu (戦場教室)"                  | 15 de abril de 2016 |
| 4  | "Rumo aos Céus Solitariamente" "Hitoribocchi no Sora e (ひとりぼっちの空へ)"                | 22 de abril de 2016 |
| 5  | "O que eu Devo Fazer?" "Dōshitara Ii no (どうしたらいいの)"                                 | 29 de abril de 2016 |
| 6  | "Aquela Parte Desperta" "Mezameta sono Bubun (目覚めたその部分)"                            | 6 de maio de 2016   |
| 7  | "A Armadilha dos Laços do Destino" "Unmei no Ito no Wana (運命の糸の罠)"                    | 13 de maio de 2016  |
| 8  | "A Armadilha de uma Força Misteriosa" "Fushigi na Chikara no Wana (不思議な力の罠)"         | 20 de maio de 2016  |
| 9  | "A Verdadeira Armadilha" "Hontō no Wana (本当の罠)"                                         | 27 de maio de 2016  |
| 10 | "É o Fim" "Zenbu Owari (全部おわり)"                                                        | 3 de junho de 2016  |
| 11 | "Eu não Fazia Ideia" "Watashi, Wakattenakatta (私、わかってなかった)"                       | 10 de junho de 2016 |
| 12 | "Confissão" "Kokuhaku (告白)"                                                               | 17 de junho de 2016 |
| 13 | "Desse Universo, eu sou a..." "Watashi, Uchū no…… (私、宇宙の……)"                           | 24 de junho de 2016 |

### Manga
Uma adaptação em manga ilustrada por Nanboku, foi publicada na revista Ultra Jump da editora Shueisha desde abril de 2016 até junho de 2016, tendo no total 3 capítulos..